# Vlastimir Mijović
Vlastimir Mijović (Foča, 12. svibnja 1956. – Istanbul, 13. siječnja 2022.), bio je bosanskohercegovački novinar, nekadašnji glavni i odgovorni urednik dnevnog lista Oslobođenje.

## Životopis
Vlastimir Mijović je rođen u Foči, 12. svibnja 1956. godine. Osnovnu školu, gimnaziju i Fakultet političkih znanosti – odsjek žurnalistike, završio je u Sarajevu, u kojem živi od 1964. godine. Tokom trideset godina profesionalnog rada u novinarstvu, djelovao je u raznim medijima.
Karijeru je započeo 1979. godine, kada je započeo raditi novinar u Našim danima (današnji magazin Dani), a već 1980. godine je postao urednik unutrašnje politike ovog lista. Od 1981. do 1985. godine, bio je glavni i odgovorni urednik lista Naši dani (najmlađi u povijesti SFR Jugoslavije). Od 1985. do 1988. godine bio je glavni i odgovorni urednik tjednog lista Mladost iz Beograda, a nakon toga prelazi i postaje politički komentator dnevnog lista Oslobođenje. Tu novinarsku funkciju obavlja od 1988. do 1990, a od 1990. do 1995. djeluje kao stalni Oslobođenja iz Moskve. Od 1995. do 1996. godine, djeluje kao glavni i odgovorni urednik lista Oslobođenje, izdanje za inozemstvo, čije se sjedište nalazilo u Ljubljani. Godine 1996. postaje zamjenik glavnog urednika magazina Svijet, a tokom 1996. i 1997. pomoćnik je glavnog i odgovornog urednika dnevnog lista Oslobođenje. Od 2000. do 2001. godone bio i odgovorni urednik lista Poslovnih novosti, a od 2001. do 2003. glavni i odgovorni urednik je dnevnog lista na engleskom jeziku Bosnia Daily. Od 2003. do 2005. glavni i odgovorni urednik je lista Poslovne novosti. Od 2005. do 2007. godine bio je glavni i odgovorni urednik mjesečnog magazina Strogo pov, da bi od 2007. do 2008. godine bio glavni i odgovorni urednik dnevnog lista Oslobođenje.
Također, od 1997. do 2000. bio je urednik i voditelj 70-minutnih političkih talk-show emisija Argumenti i Otvorena vrata na tadašnjoj TV BiH, koje su u toj kategoriji bile najgledanije u Bosni i Hercegovini i emitovane u prime-time terminu. Tijekom 2005. bio je izvršni ravnatelj za komunikacije i koordinaciju programa FTV. 
U svojoj karijeri, napisao je više tisuća novinskih tekstova u, osim pomenutih, listovima Svijet, Danas, NIN i Duga, Delo i Mladina, Slobodna Dalmacija, Walter, Business magazine, Globus. Od 1979. do danas objavio je više stotina izvještaja i komentara na radio stanicama Slobodna Europa (Prag), Radio svoboda (na ruskom jeziku) (Prag), BBC na ruskom jeziku (Moskva), Radio Deutsche Welle, Radio Sarajevo, Radio Bosne i Hercegovine.
Za svoj novinarski angažman dobio je priznanje Novinar godine 1998, u izboru Udruge novinara Bosne i Hercegovine.
Preminuo je u Istanbulu, 13. siječnja 2022. godine. 

## Vanjske poveznice
- Vlastimir Mijović